# Atletismo nos Jogos Pan-Americanos de 1963
A competição de atletismo nos Jogos Pan-Americanos de 1963 aconteceu em São Paulo, no Brasil.

## Medalhistas

### Masculino
| Event                               | Ouro                                                                          | Ouro     | Prata                                                                                | Prata    | Bronze                                                                                  | Bronze   |
| ----------------------------------- | ----------------------------------------------------------------------------- | -------- | ------------------------------------------------------------------------------------ | -------- | --------------------------------------------------------------------------------------- | -------- |
| 100 metros detalhes                 | Enrique Figuerola · Cuba                                                      | 10.46    | Arquímedes Herrera · Venezuela                                                       | 10.59    | Ira Murchison · Estados Unidos                                                          | 10.62    |
| 200 metros detalhes                 | Rafael Romero · Venezuela                                                     | 21.23    | Ollan Cassell · Estados Unidos                                                       | 21.23    | Arquímedes Herrera · Venezuela                                                          | 21.23    |
| 400 metros detalhes                 | James JohnsonJames Johnson · Estados Unidos                                   | 46.80    | Mel Spence · Jamaica                                                                 | 46.94    | Clifton Bertrand · Trindade e Tobago                                                    | 47.43    |
| 800 metros detalhes                 | Don Bertoia · Canadá                                                          | 1:48.46  | Siegmar Ohlemann · Canadá                                                            | 1:48.63  | Ernie Cunliffe · Estados Unidos                                                         | 1:48.92  |
| 1500 metros detalhes                | Jim Grelle · Estados Unidos                                                   | 3:43.62  | Jim Beatty · Estados Unidos                                                          | 3:43.88  | Don Bertoia · Canadá                                                                    | 3:55.19  |
| 5000 metros detalhes                | Osvaldo Suárez · Argentina                                                    | 14:25.81 | Charley Clark · Estados Unidos                                                       | 14:27.16 | Bob Schul · Estados Unidos                                                              | 14:29.21 |
| 10000 metros detalhes               | Pete McArdle · Estados Unidos                                                 | 29:52.22 | Osvaldo Suárez · Argentina                                                           | 30:26.56 | Eligio Galicia · México                                                                 | 30:27.90 |
| Maratona detalhes                   | Fidel Negrete · México                                                        | 2:27:56  | Gordon McKenzie · Estados Unidos                                                     | 2:31:18  | Pete McArdle · Estados Unidos                                                           | 2:34:14  |
| 3000 metros com obstáculos detalhes | Jeff Fishback · Estados Unidos                                                | 9:07.9   | Sebastião Mendes · Brasil                                                            | 9:12.8   | Albertino Etchechury · Uruguai                                                          | 9:17.3   |
| 110 metros com barreiras detalhes   | Blaine Lindgren · Estados Unidos                                              | 13.8w    | Willie May · Estados Unidos                                                          | 14.0w    | Lázaro Betancourt · Cuba                                                                | 14.3w    |
| 400 metros com barreiras detalhes   | Juan Carlos Dyrzka · Argentina                                                | 50.32    | Willie Atterberry · Estados Unidos                                                   | 50.49    | Russ Rogers · Estados Unidos                                                            | 51.19    |
| Salto em altura detalhes            | Gene Johnson · Estados Unidos                                                 | 2.11     | Teodoro Palacios · Guatemala                                                         | 2.04     | Anton Norris · Barbados                                                                 | 2.04     |
| Salto com vara detalhes             | Dave Tork · Estados Unidos                                                    | 4.90     | Henry Wadsworth · Estados Unidos                                                     | 4.75     | Rubén Cruz · Porto Rico                                                                 | 4.30     |
| Salto em distância detalhes         | Ralph Boston · Estados Unidos                                                 | 8.11     | Darrell Horn · Estados Unidos                                                        | 8.02     | Juan Muñoz · Venezuela                                                                  | 7.46     |
| Salto triplo detalhes               | Bill Sharpe · Estados Unidos                                                  | 15.15    | Ramón López · México                                                                 | 15.08    | Mário Gomes · Brasil                                                                    | 14.97    |
| Arremesso de peso detalhes          | Dave Davis · Estados Unidos                                                   | 18.52    | Billy Joe · Estados Unidos                                                           | 17.77    | Cosme Di Cursi · Argentina                                                              | 16.26    |
| Lançamento de disco detalhes        | Bob Humphreys · Estados Unidos                                                | 57.82    | Dave Davis · Estados Unidos                                                          | 51.05    | Ben Rebel Bout · Antilhas Holandesas                                                    | 49.78    |
| Lançamento de martelo detalhes      | Al Hall · Estados Unidos                                                      | 62.74    | Jim Pryde · Estados Unidos                                                           | 58.56    | Roberto Chapchap · Brasil                                                               | 57.92    |
| Lançamento de dardo detalhes        | Dan Studney · Estados Unidos                                                  | 75.60    | Nick Kovalakides · Estados Unidos                                                    | 73.71    | Walter de Almeida · Brasil                                                              | 64.61    |
| Decatlo detalhes                    | J. D. Martin · Estados Unidos                                                 | 7335     | Bill Gairdner · Canadá                                                               | 6812     | Héctor Thomas · Venezuela                                                               | 6751     |
| 20 km marcha atlética detalhes      | Alex Oakley · Canadá                                                          | 1:42:44  | Nicole Marrone · Canadá                                                              | 1:46:35  | Ron Zinn · Estados Unidos                                                               | 1:49:45  |
| 4x100 metros detalhes               | Estados Unidos · Earl Young · Ollan Cassell · Brooks Johnson · Ira Murchison  | 40.40    | Venezuela · Horacio Esteves · Arquímedes Herrera · Héctor Thomas · Rafael Romero     | 40.71    | Trindade e Tobago · Clifton Bertrand · Anthony Jones · Irving Joseph · Cipriani Phillip | 40.87    |
| 4x400 metros detalhes               | Estados Unidos · Ollan Cassell · James Johnson · Richard Edmunds · Earl Young | 3:09.62  | Venezuela · Aristedes Pinedo · Leslie Mentor · Victor Maldonaldo · Hortensio Herrera | 3:12.20  | Jamaica · Anthony Carr · Rupert Hoilett · Malcolm Spence · Mel Spence                   | 3:12.61  |

### Feminino
| Event                            | Ouro                                                                        | Ouro    | Prata                                                                       | Prata   | Bronze                                                                               | Bronze  |
| -------------------------------- | --------------------------------------------------------------------------- | ------- | --------------------------------------------------------------------------- | ------- | ------------------------------------------------------------------------------------ | ------- |
| 100 metros detalhes              | Edith McGuire · Estados Unidos                                              | 11.65   | Miguelina Cobián · Cuba                                                     | 11.69   | Marilyn White · Estados Unidos                                                       | 11.85   |
| 200 metros detalhes              | Vivian Brown · Estados Unidos                                               | 23.9    | Miguelina Cobián · Cuba                                                     | 24.0    | Lorraine Dunn · Panamá                                                               | 24.7    |
| 800 metros detalhes              | Abby Hoffman · Canadá                                                       | 2:10.27 | Leah Bennett Ferris · Estados Unidos                                        | 2:13.79 | Noreen Deuling · Canadá                                                              | 2:14.98 |
| 80 metros com barreiras detalhes | Jo Ann Terry · Estados Unidos                                               | 11.37   | Jenny Wingerson · Canadá                                                    | 11.48   | Wanda dos Santos · Brasil                                                            | 11.50   |
| Salto em altura detalhes         | Eleanor Montgomery · Estados Unidos                                         | 1.68    | Diane Gerace · Canadá                                                       | 1.65    | Patsy Callender · Barbados                                                           | 1.62    |
| Salto em distância detalhes      | Willye White · Estados Unidos                                               | 6.15    | Iris dos Santos · Brasil                                                    | 5.65    | Edith McGuire · Estados Unidos                                                       | 5.48    |
| Arremesso de peso detalhes       | Nancy McCredie · Canadá                                                     | 15.32   | Cynthia Wyatt · Estados Unidos                                              | 14.27   | Sharon Sheppard · Estados Unidos                                                     | 14.10   |
| Lançamento de disco detalhes     | Nancy McCredie · Canadá                                                     | 50.18   | Ingeborg Pfüller · Argentina                                                | 47.83   | Sharon Sheppard · Estados Unidos                                                     | 47.29   |
| Lançamento de dardo detalhes     | Marlene Ahrens · Chile                                                      | 49.93   | Frances Davenport · Estados Unidos                                          | 47.22   | Iris dos Santos · Brasil                                                             | 35.51   |
| 4x100 metros detalhes            | Estados Unidos · Marilyn White · Vivian Brown · Willye White · Norma Harris | 45.72   | Cuba · Fulgencia Romay · Miguelina Cobián · Irene Martínez · Nereida Borges | 46.44   | Brasil · Leontina Santos · Érica Lopes da Silva · Edir Bragga Ribeiro · Inês Pimenta | 48.18   |

## Quadro de medalhas
| Ordem | País                | Medalha de ouro | Medalha de prata | Medalha de bronze | Total |
| ----- | ------------------- | --------------- | ---------------- | ----------------- | ----- |
| 1     | Estados Unidos      | 22              | 15               | 10                | 47    |
| 2     | Canadá              | 5               | 5                | 2                 | 12    |
| 3     | Argentina           | 2               | 2                | 1                 | 5     |
| 4     | Venezuela           | 1               | 3                | 3                 | 7     |
| 5     | Cuba                | 1               | 3                | 1                 | 5     |
| 6     | México              | 1               | 1                | 1                 | 3     |
| 7     | Chile               | 1               | 0                | 0                 | 1     |
| 8     | Brasil              | 0               | 2                | 6                 | 8     |
| 9     | Jamaica             | 0               | 1                | 1                 | 2     |
| 10    | Guatemala           | 0               | 1                | 0                 | 1     |
| 11    | Trindade e Tobago   | 0               | 0                | 2                 | 2     |
| 11    | Barbados            | 0               | 0                | 2                 | 2     |
| 13    | Panamá              | 0               | 0                | 1                 | 1     |
| 13    | Porto Rico          | 0               | 0                | 1                 | 1     |
| 13    | Uruguai             | 0               | 0                | 1                 | 1     |
| 13    | Antilhas Holandesas | 0               | 0                | 1                 | 1     |